# Argentaye traktátus
Az Argentaye traktátus (1480–1485 k.) bretagne-i kéziratos heraldikai mű, mely Bartolo de Sassoferrato ismert heraldikai írásából is merített. Szerzője foglalkozik a címerviselés jogával, a heraldikai színekkel, a színtörvénnyel stb.

## Az Argentaye traktátus a címerviselés jogára vonatkozóan
A traktátus szerzője különbséget tesz az egyéni (propres et particulieres) és általános vagy közösségi címerek (generalles et communes) között és úgy érvel, hogy előbbit csak az viselheti, aki erre jogosultságot szerzett. A szerző felsorolja a kor hatalmasságait és címerüket: a német római császárt a sassal, a francia királyt az aranyos liliommal, az angol királyt az oroszlánnal, Bretagne hercegét a nyesttel stb. Érvelése szerint minden további úrnak ezektől a hatalmasságoktól kell engedélyt és jogosultságot szerezni, hogy címert viselhessenek és azokat csak egyes ági leszármazottaiknak adhatták át.
A személyes címerek második kategóriájába tartoznak a bárók, grófok, márkik és lovagok címerei, akik ősidőktől fogva viselik ezeket a címereket és leszármazás jogán továbbra is joguk van azt viselni, de csak azon a területen, ahol a hűbéruruk uralkodik.
A személyes címerek következő kategóriájába tartoznak azok, amelyek az illető által betöltött hivatalból származnak, és csak a hivatali idő alatt van joguk azt viselni.
A szerző kitér arra, hogy léteznek olyan címerek, amelyeket bárki kénye-kedve szerint (a son plaisir et volunté) használhat, felvehet, részben arra a hagyományra építve, hogy a csatában a királynak meg kellett különböztetni lovagjait. Ezt a címerhaználatot azonban meg kell különböztetni az uralkodótól kapott címertől. Ugyanígy lehetséges a városlakóknak is címert használni, hogy ezzel is jelezzék státuszukat. Mivel ezekre a címerekre semmilyen szabály nem vonatkozik, a szerző egy címerhasználati vitát is idéz Párizsból: egy bizonyos Jehan des Halles címert készíttetett magának (egy tehenet és három csillagot ábrázolt), majd vitába keveredett egy bizonyos Gautier Dupont-al, akinek ugyanez volt a címere. Előbbi meg akarta tiltani neki a címerhasználatot, utóbbi azzal érvelt, hogy több ember viselheti ugyanazt a nevet és hasonlóképpen többen viselhetik ugyanazt a címert is. A bíróság döntésében kifejtette, hogy aki először készítette el a címert és festette fel házára, annak van joga továbbra is viselni azt. De a döntés csak a párizsiakra vonatkozik, mert ha valaki Orleans-ból készítené ugyanazt a címert magának, akkor továbbra is joga lenne használni, kivéve, ha egy hűbérúr adományként adta azt a címert valamelyikőjüknek.

## Kiadásai
The Argentaye tract: A Late Medieval Heraldic Treatise. Edited from Paris, BnF, fonds français 11,464 by Alan Manning. University of Toronto Press. Toronto, Buffalo, London, 1983. 145p. ISBN 0802055907